# Artisti sotto la tenda del circo: perplessi
Artisti sotto la tenda del circo: perplessi è un film di Alexander Kluge del 1968.
Ha vinto il Leone d'Oro al miglior film alla 33ª Mostra internazionale d'arte cinematografica di Venezia

## Trama
Manfred Peickert vorrebbe introdurre delle innovazioni negli spettacoli circensi, ma muore in un incidente al trapezio. Sua figlia Leni ne porta avanti il progetto con l'intenzione di fondare un nuovo circo.
L'idea è quella di coinvolgere maggiormente il pubblico, innalzando lo spessore qualitativo. Vorrebbe mostrare le bestie nella loro natura più selvaggia e accrescere la spettacolarità degli esercizi acrobatici.
Si accorge presto di aver bisogno di ingenti finanziamenti e di dover lavorare molto per cambiare la mentalità del pubblico. Inoltre si rende conto che la sua attività imprenditoriale contrasta con i suoi desideri di artista, perché deve fare ciò che serve e non ciò che vuole.
Dopo un primo fallimento sembra che, grazie alla cospicua eredità ricevuta da una sua amica defunta, il nuovo circo possa finalmente partire. Rilascia un'intervista ad una giornalista e prepara il programma dello spettacolo.
Ma alla fine capisce che il pubblico non è preparato alle sue innovazioni. Rinuncia a lavorare nel mondo del circo e comincia a lavorare per la televisione. Alla fine Leni afferma "Con i grandi passi ci si rende solo ridicoli. Con i piccoli passi posso diventare sottosegretario agli Esteri".

## Riconoscimenti
- Leone d'Oro al miglior film alla 29ª Mostra internazionale d'arte cinematografica di Venezia del 1968
- Lola al miglior film 1969